# Парламентарни избори у Словенији 2011.
Парламентарни избори за 90 посланика Државног сабора Словеније, одржани су 4. децембра 2011. године. Највише гласова добила је партија Позитивна Словенија, љубљанског градоначелника Зорана Јанковића.
Словеначка демократска странка и Социјалдемократи бивших премијера Јанеза Јанше и Борута Пахора освојиле су друго и треће место. Бивше странке владајуће коалиције Либерална демократија Словеније и Зарес-Социјални либерали, нису успеле да пређу цензус.
| Партија                     | Партија                                      | Гласови   | Гласови | Гласови | Посланици | Посланици | Посланици |
| Партија                     | Партија                                      | Гласови   | %       | +/-     | Места     | +/-       | %         |
| --------------------------- | -------------------------------------------- | --------- | ------- | ------- | --------- | --------- | --------- |
|                             | Листа Зорана Јанковића - Позитивна Словенија | 309.707   | 28,53%  | 28,53   | 28        | 28        | 31,1%     |
|                             | Словеначка демократска странка               | 285.016   | 26,26%  | 3,00    | 26        | 2         | 28,8%     |
|                             | Социјалдемократи                             | 113.747   | 10,48%  | 19,97   | 10        | 19        | 11,1%     |
|                             | Грађанска листа Грегора Вирјанта             | 91.397    | 8,42%   | 8,42    | 8         | 8         | 8,8%      |
|                             | Демократска странка пензионера Словеније     | 75.619    | 6,97%   | 0,48    | 6         | 1         | 6,6%      |
|                             | Словеначка народна странка                   | 74.890    | 6,90%   | 1,69    | 6         | 1         | 6,6%      |
|                             | Нова Словенија - Хришћанска народна партија  | 52.115    | 4,80%   | 1,40    | 4         | 4         | 4,4%      |
|                             | Словеначка национална странка                | 19.542    | 1,80%   | 3,50    | 0         | 5         | 0,0%      |
|                             | Либерална демократија Словеније              | 15.880    | 1,46%   | 3,75    | 0         | 5         | 0,0%      |
|                             | Зарес-Социјални либерали                     | 7.021     | 0,65%   | 8,72    | 0         | 9         | 0,0%      |
|                             | Мањине                                       | N/A       | N/A     | N/A     | 2         |           | 2,2%      |
| Укупно (излазност : 64,65%) | Укупно (излазност : 64,65%)                  | 1.044.934 | 96,27%  | N/A     | 90        | N/A       | N/A       |